# Harold Huwart
Harold Huwart, né le 3 janvier 1982 à Chartres, est un homme politique français élu député de l'Assemblée nationale en juillet 2024 dans la troisième circonscription d'Eure-et-Loir.

## Biographie
Harold Huwart, né en 1982, est le fils de François Huwart, alors maire de Nogent-le-Rotrou. Il devient par la suite secrétaire d'État au Commerce extérieur.
Passé par l'École normale supérieure (2002 L), il est également élève à l'École nationale d'administration, au sein de la promotion Émile Zola, entre 2008 et 2010. Il est également titulaire d'une maîtrise d'histoire, d'un master d'administration d’État à l'IEP de Paris et d'une agrégation d'histoire.
Membre du Parti radical de gauche, il assure en 2011 la direction de la campagne de Jean-Michel Baylet, candidat à la primaire citoyenne en vue de l'élection présidentielle de 2012.
Après l'investiture de François Hollande comme candidat de la gauche, il contribue à la rédaction de son programme aux côtés de Michel Sapin.
Lors des élections législatives de juin 2012, Harold Huwart est investi candidat par le PRG, le PS et EÉLV dans la troisième circonscription d'Eure-et-Loir. Il est battu par la députe sortante de l'UMP, Laure de la Raudière, ne réunissant que 47,42 % des voix au second tour. 
En juillet 2012, il est nommé conseiller au cabinet de Marylise Lebranchu, ministre de la réforme de l'État, de la Décentralisation et de la Fonction publique.
Lors des élections municipales de 2014, il est élu conseiller municipal de Nogent-le-Rotrou, en neuvième position sur la liste de son père François Huwart.
En 2015, Harold Huwart est candidat aux élections régionales en Centre-Val de Loire. Présent sur la liste d'union de gauche de François Bonneau, il est tête de liste dans la section départementale d'Eure-et-Loir. Cette liste remportant les élections, il siège donc dans la majorité régionale, et devient 5e vice-président du conseil régional du Centre-Val de Loire.
En janvier 2020, François Huwart annonce se retirer de la vie politique. Harold Huwart se présente donc comme tête de liste pour les élections municipales de Nogent-le-Rotrou la même année. Il est élu maire, sa liste Rassembler Nogent obtenant 61,69 % au second tour.
Réélu conseiller régional en 2021, il occupe la fonction de vice-président du conseil régional du Centre-Val de Loire chargé du développement économique. Il est nommé en 2019 administrateur de Bpifrance en qualité de représentant des régions, remplaçant Hervé Morin.
Harold Huwart est élu lors des élections législatives de juillet 2024 avec 52,58 % des voix dans la 3e circonscription d'Eure-et-Loir où il est opposé au second tour à Christophe Bay, candidat Rassemblement national (47,42 % des voix),,.

## Synthèse des résultats électoraux

### Élections législatives
| Année | Parti             | Parti     | Circonscription   | 1er tour | 1er tour | 1er tour | 2d tour | 2d tour | 2d tour | Issue |
| Année | Parti             | Parti     | Circonscription   | Voix     | %        | Rang     | Voix    | %       | Rang    | Issue |
| ----- | ----------------- | --------- | ----------------- | -------- | -------- | -------- | ------- | ------- | ------- | ----- |
| 2012  |                   | PRG       | 3e d'Eure-et-Loir | 14 837   | 35,83    | 2e       | 19 443  | 47,42   | 2e      | Battu |
| 2017  | 3e d'Eure-et-Loir | PRG       | 10 780            | 31,16    | 1er      | 12 729   | 43,90   | 2e      | Battu   |       |
| 2024  |                   | PRV - DVC | 3e d'Eure-et-Loir | 16 439   | 36,35    | 2e       | 23 815  | 52,58   | 1er     | Élu   |

### Élections municipales
Les résultats ci-dessous concernent uniquement les élections où il est tête de liste.
| Année | Parti | Parti | Commune          | 1er tour | 1er tour | 1er tour | 2d tour | 2d tour | 2d tour | Sièges obtenus |
| Année | Parti | Parti | Commune          | Voix     | %        | Rang     | Voix    | %       | Rang    | Sièges obtenus |
| ----- | ----- | ----- | ---------------- | -------- | -------- | -------- | ------- | ------- | ------- | -------------- |
| 2020  |       | DVG   | Nogent-le-Rotrou | 1536     | 45,45    | 1er      | 1839    | 61,69   | 1er     | 24 / 29        |

## Détail des fonctions et mandats

### Mandats électifs
- Depuis le 7 juillet 2024 : député de la 3e circonscription d'Eure-et-Loir